# Oostenrijk op de Olympische Winterspelen 1994
Tijdens de Olympische Winterspelen van 1994, die in Lillehammer (Noorwegen) werden gehouden, nam Oostenrijk voor de zeventiende keer deel.

## Medailleoverzicht
| Sport          | Olympiër                                                          | Discipline                   | Medaille |
| -------------- | ----------------------------------------------------------------- | ---------------------------- | -------- |
| Alpineskiën    | Thomas Stangassinger                                              | slalom (m)                   | Goud     |
| Schaatsen      | Emese Hunyady                                                     | 1500 m (v)                   | Goud     |
| Alpineskiën    | Elfi Eder                                                         | slalom (v)                   | Zilver   |
| Rodelen        | Markus Prock                                                      | mannen                       | Zilver   |
| Schaatsen      | Emese Hunyady                                                     | 3000 m (v)                   | Zilver   |
| Alpineskiën    | Christian Mayer                                                   | reuzenslalom (m)             | Brons    |
| Rodelen        | Andrea Tagwerker                                                  | vrouwen                      | Brons    |
| Schansspringen | Andreas Goldberger                                                | grote schans individueel (m) | Brons    |
| Schansspringen | Heinz Kuttin Christian Moser Stefan Horngacher Andreas Goldberger | grote schans team (m)        | Brons    |

## Deelnemers en resultaten
(m) = mannen, (v) = vrouwen 

### Alpineskiën
| Olympiër              | Discipline       | Resultaat | Prestatie                                                           |
| --------------------- | ---------------- | --------- | ------------------------------------------------------------------- |
| Armin Assinger        | afdaling (m)     | 15e       | 1.46,68 (+0,93)                                                     |
| Armin Assinger        | super g (m)      | 11e       | 1.33,84 (+1,31)                                                     |
| Bernhard Gstrein      | reuzenslalom (m) | 8e        | 2.53,35 (+0,89) 1.29,13+1.24,22                                     |
| Bernhard Gstrein      | slalom (m)       | dnf-1     | opgave run 1                                                        |
| Hans Knauß            | super g (m)      | 20e       | 1.34,65 (+2,12)                                                     |
| Hans Knauß            | combinatie (m)   | dnf-a     | opgave afdaling                                                     |
| Günther Mader         | afdaling (m)     | 19e       | 1.46,87 (+1,12)                                                     |
| Günther Mader         | super g (m)      | 9e        | 1.33,50 (+0,97)                                                     |
| Günther Mader         | reuzenslalom (m) | 11e       | 2.53,66 (+1,20) 1.29,37+1.24,29                                     |
| Günther Mader         | slalom (m)       | dnf-1     | opgave run 1                                                        |
| Günther Mader         | combinatie (m)   | 4e        | 3.19,23 (+1,70) afdaling: 1.38,46 slalom: 1.40,77 (52,15+48,62)     |
| Christian Mayer       | reuzenslalom (m) | Brons     | 2.52,58 (+0,12) 1.28,34+1.24,24                                     |
| Christian Mayer       | combinatie (m)   | dnf-s1    | opgave slalom run 1 afdaling: 1.39,86                               |
| Patrick Ortlieb       | afdaling (m)     | 4e        | 1.46,01 (+0,26)                                                     |
| Rainer Salzgeber      | reuzenslalom (m) | 5e        | 2.52,87 (+0,41) 1.29,51+1.23,36                                     |
| Thomas Stangassinger  | slalom (m)       | Goud      | 2.02,02 1.01,00+1.01,02                                             |
| Thomas Sykora         | slalom (m)       | dnf-2     | opgave run 2 1.02,03+dnf                                            |
| Hannes Trinkl         | afdaling (m)     | 6e        | 1.46,22 (+0,47)                                                     |
| Hannes Trinkl         | super g (m)      | dnf       | opgave                                                              |
|                       |                  |           |                                                                     |
| Elfi Eder             | slalom (v)       | Zilver    | 1.56,35 (+0,34) 59,54+56,81                                         |
| Sylvia Eder           | super g (v)      | 15e       | 1.23,51 (+1,36)                                                     |
| Sylvia Eder           | reuzenslalom (v) | 14e       | 2.36,48 (+5,51) 1.23,03+1.13,45                                     |
| Renate Götschl        | afdaling (v)     | dnf       | opgave                                                              |
| Anja Haas             | afdaling (v)     | 31e       | 1.38,98 (+3,05)                                                     |
| Anja Haas             | combinatie (v)   | dnf-s1    | opgave slalom run 1 afdaling: 1.30,01                               |
| Monika Maierhofer     | slalom (v)       | 12e       | 1.58,74 (+2,73) 1.01,05+57,69                                       |
| Alexandra Meissnitzer | reuzenslalom (v) | dnf-1     | opgave run 1                                                        |
| Stefanie Schuster     | super g (v)      | 30e       | 1.24,76 (+2,61)                                                     |
| Veronika Stallmaier   | afdaling (v)     | 14e       | 1.37,94 (+2,01)                                                     |
| Veronika Stallmaier   | super g (v)      | 22e       | 1.23,83 (+1,68)                                                     |
| Ingrid Stöckl         | afdaling (v)     | dnf       | opgave                                                              |
| Ingrid Stöckl         | combinatie (v)   | dq-s1     | diskwalificatie slalom run 1 afdaling: 1.29,97 slalom: — (dq 52,46) |
| Anita Wachter         | super g (v)      | 9e        | 1.23,01 (+0,86)                                                     |
| Anita Wachter         | reuzenslalom (v) | 4e        | 2.33,06 (+2,09) 1.21,18+1.11,88                                     |
| Anita Wachter         | slalom (v)       | dnf-1     | opgave run 1                                                        |

### Biatlon
| Olympiër                                                               | Discipline             | Resultaat | Prestatie |
| ---------------------------------------------------------------------- | ---------------------- | --------- | --- |
| Alfred Eder                                                            | 20 km (m)              | 10e       | 59.43,9 (+2.18,6) pen.: 0 (0 + 0 + 0 + 0)                                                                                   |
| Ludwig Gredler                                                         | 10 km (m)              | 5e        | 29.05,4 (+58,4) pen.: 2 (0 + 2)                                                                                             |
| Ludwig Gredler                                                         | 20 km (m)              | 18e       | 1:00.21,6 (+3.56,3) pen.: 5 (1 + 1 + 1 + 2)                                                                                 |
| Wolfgang Perner                                                        | 10 km (m)              | 22e       | 30.31,5 (+2.24,5) pen.: 3 (1 + 2)                                                                                           |
| Martin Pfurtscheller                                                   | 10 km (m)              | 43e       | 31.47,2 (+3.40,2) pen.: 5 (2 + 3)                                                                                           |
| Martin Pfurtscheller                                                   | 20 km (m)              | 57e       | 1:03.56,3 (+6.31,0) pen.: 7 (2 + 1 + 1 + 3)                                                                                 |
| Franz Schuler                                                          | 10 km (m)              | 30e       | 30.55,2 (+2.48,2) pen.: 4 (1 + 3)                                                                                           |
| Franz Schuler                                                          | 20 km (m)              | 48e       | 1:03.01,4 (+6.36,1) pen.: 7 (2 + 1 + 3 + 1)                                                                                 |
| Team Wolfgang Perner Ludwig Gredler Franz Schuler Martin Pfurtscheller | 4x7,5 km estafette (m) | 9e        | 1:34.02,9 (+3.40,8) pen.: 4 23.15,2 pen.: 0 (0 + 0) 23.32,2 pen.: 3 (2 + 1) 23.01,7 pen.: 1 (0 + 1) 24.13,8 pen.: 0 (0 + 0) |

### Bobsleeën
| Olympiër                                                          | Discipline                  | Resultaat | Prestatie                                       |
| ----------------------------------------------------------------- | --------------------------- | --------- | ----------------------------------------------- |
| Hubert Schösser Thomas Schroll                                    | 2-mansbob (m) Oostenrijk I  | 5e        | 3.31,93 (+1,12) (52,71 / 53,02 / 52,94 / 53,26) |
| Kurt Einberger Martin Schützenauer                                | 2-mansbob (m) Oostenrijk II | 17e       | 3.33,69 (+2,88) (53,13 / 53,63 / 53,32 / 53,61) |
| Hubert Schösser Gerhard Redl Harald Winkler Gerhard Haidacher     | 4-mansbob (m) Oostenrijk I  | 4e        | 3.28,40 (+0,62) (51,76 / 52,04 / 52,23 / 52,37) |
| Kurt Einberger Thomas Bachler Carsten Nentwig Martin Schützenauer | 4-mansbob (m) Oostenrijk II | 6e        | 3.28,91 (+1,13) (51,94 / 52,22 / 52,32 / 52,43) |

### Freestyleskiën
| Olympiër          | Discipline  | Resultaat | Prestatie                     |
| ----------------- | ----------- | --------- | ----------------------------- |
| Christian Rijavec | aerials (m) | 14e       | dnq (kwalificatie: 186,11 p.) |

### Langlaufen
| Olympiër        | Discipline                    | Resultaat | Prestatie                             |
| --------------- | ----------------------------- | --------- | ------------------------------------- |
| Alois Stadlober | 10 km klassiek (m)            | 10e       | 25.25,4 (+1.05,3)                     |
| Alois Stadlober | 50 km klassiek (m)            | 15e       | 2:13.13,5 (+5.53,2)                   |
| Alois Stadlober | achtervolging 10 km+15 km (m) | 11e       | +2.48,3 (10 km:25.25 + 15 km:37.32,1) |

### Noordse combinatie
| Olympiër                                              | Discipline      | Resultaat | Prestatie |
| ----------------------------------------------------- | --------------- | --------- | --- |
| Mario Stecher                                         | individueel (m) | 27e       | +8.01,3 — schans: 211,0 p — 15 km: 43.09,2 |
| Felix Gottwald                                        | individueel (m) | 37e       | +8.34,2 — schans: 190,5 p — 15 km: 41.26,1 |
| Georg Riedelsperger                                   | individueel (m) | 40e       | +9.52,3 — schans: 193,0 p — 15 km: 43.00,2 |
| Robert Stadelmann                                     | individueel (m) | 41e       | +10.15,7 — schans: 190,5 p — 15 km: 43.07,6 |
| Team Georg Riedelsperger Mario Stecher Felix Gottwald | team (m)        | 9e        | +15.17,7 — schans: 609,0 p — 30 km: 1:27.47,5 schans: 218,5 p — 10 km: 29.41,0 schans: 197,0 p — 10 km: 29.17,4 schans: 193,5 p — 10 km: 28.49,1 |

### Rodelen
| Olympiër                      | Discipline | Resultaat | Prestatie                                             |
| ----------------------------- | ---------- | --------- | ----------------------------------------------------- |
| Markus Prock                  | mannen     | Zilver    | 3.21,584 (+0,013) (50,300 / 50,566 / 50,166 / 50,552) |
| Gerhard Gleirscher            | mannen     | 7e        | 3.22,569 (+0,998) (50,857 / 50,811 / 50,352 / 50,549) |
| Markus Schmidt                | mannen     | 10e       | 3.23,114 (+1,543) (50,664 / 50,870 / 50,750 / 50,830) |
| Andrea Tagwerker              | vrouwen    | Brons     | 3.16,652 (+1,135) (48,961 / 49,157 / 49,277 / 49,257) |
| Angelika Neuner               | vrouwen    | 4e        | 3.16,901 (+1,384) (49,055 / 49,152 / 49,315 / 49,379) |
| Doris Neuner                  | vrouwen    | 10e       | 3.17,826 (+2,309) (49,331 / 49,717 / 49,319 / 49,459) |
| Tobias Schiegl Markus Schiegl | dubbel     | 10e       | 1.37,695 (+0,975) (48,802 / 48,893)                   |

### Schaatsen
| Olympiër           | Discipline   | Resultaat | Prestatie         |
| ------------------ | ------------ | --------- | ----------------- |
| Roland Brunner     | 500 m (m)    | 22e       | 37,47 (+1,14)     |
| Roland Brunner     | 1000 m (m)   | 12e       | 1.14,08 (+1,65)   |
| Roland Brunner     | 1500 m (m)   | 22e       | 1.55,78 (+4,49)   |
| Christian Eminger  | 5000 m (m)   | 10e       | 6.53,18 (+18,22)  |
| Christian Eminger  | 10.000 m (m) | 10e       | 14.15,14 (+44,59) |
| Michael Hadschieff | 1500 m (m)   | 17e       | 1.55,09 (+3,80)   |
| Michael Hadschieff | 5000 m (m)   | 9e        | 6.53,02 (+18,06)  |
| Michael Hadschieff | 10.000 m (m) | 9e        | 14.12,09 (+41,54) |
|                    |              |           |                   |
| Emese Antal        | 500 m (v)    | 27e       | 41,59 (+2,34)     |
| Emese Antal        | 1000 m (v)   | 22e       | 1.22,34 (+3,60)   |
| Emese Antal        | 1500 m (v)   | 19e       | 2.07,72 (+5,53)   |
| Emese Antal        | 3000 m (v)   | 13e       | 4.27,91 (+10,48)  |
| Emese Antal        | 5000 m (v)   | 15e       | 7.46,78 (+32,41)  |
| Emese Hunyady      | 1000 m (v)   | 7e        | 1.20,42 (+1,68)   |
| Emese Hunyady      | 1500 m (v)   | Goud      | 2.02,19           |
| Emese Hunyady      | 3000 m (v)   | Zilver    | 4.18,14 (+0,71)   |
| Emese Hunyady      | 5000 m (v)   | 12e       | 7.38,62 (+24,25)  |

### Schansspringen
| Olympiër                                                               | Discipline                     | Resultaat | Prestatie |
| ---------------------------------------------------------------------- | ------------------------------ | --------- | --- |
| Andreas Goldberger                                                     | normale schans individueel (m) | 7e        | 258,0 punten 134,0 p. (98,0 m) + 124,0 p. (93,5 m) |
| Andreas Goldberger                                                     | grote schans individueel (m)   | Brons     | 255,0 punten 133,8 p. (128,5 m) + 121,2 p. (121,5 m) |
| Stefan Horngacher                                                      | normale schans individueel (m) | 12e       | 242,5 punten 124,0 p. (94,5 m) + 118,5 p. (94,5 m) |
| Stefan Horngacher                                                      | grote schans individueel (m)   | 19e       | 181,5 punten 93,0 p. (107,5 m) + 88,5 p. (105,0 m) |
| Heinz Kuttin                                                           | normale schans individueel (m) | 25e       | 213,0 punten 114,5 p. (89,5 m) + 98,5 p. (82,0 m) |
| Heinz Kuttin                                                           | grote schans individueel (m)   | 12e       | 207,4 punten 103,4 p. (113,0 m) + 104,0 p. (112,5 m) |
| Christian Moser                                                        | normale schans individueel (m) | 10e       | 246,0 punten 121,0 p. (92,0 m) + 125,0 p. (95,0 m) |
| Christian Moser                                                        | grote schans individueel (m)   | 26e       | 160,5 punten 83,3 p. (103,5 m) + 77,2 p. (99,0 m) |
| Team Heinz Kuttin Christian Moser Stefan Horngacher Andreas Goldberger | grote schans team (m)          | Brons     | 918,9 punten 107,5 p. (115,0 m) + 111,0 p. (117,5 m) 121,5 p. (122,5 m) + 88,0 p. (105,0 m) 120,7 p. (124,0 m) + 115,9 p. (120,5 m) 122,3 p. (123,5 m) + 132,0 p. (127,5 m) |

### IJshockey
| Olympiër | Discipline | Resultaat | Prestatie |
| --- | ---------- | --------- | --- |
| Michael Puschacher Brian Stankiewicz Claus Dalpiaz Martin Krainz James Burton Engelbert Linder Michael Shea Rob Doyle Herbert Hohenberger Michael Güntner Martin Ulrich Karl Heinzle Andreas Pusnik Marty Dallman Gerhard Pusnik Manfred Mühr Rick Nasheim Günther Lanzinger Gerald Ressmann Kenneth Strong Werner Kerth Wolfgang Kromp Dieter Kalt jr. | mannen     | 12e       | Voorronde groep A: 3- 4 Oostenrijk - Duitsland 3- 7 Oostenrijk - Tsjechië 1- 9 Oostenrijk - Rusland 2- 6 Oostenrijk - Finland 4- 2 Oostenrijk - Noorwegen Wedstrijd om 9e t/m 12e plaats: 4- 5 Oostenrijk - Frankrijk Wedstrijd om de 11e plaats: 1- 3 Oostenrijk - Noorwegen |

Amerikaanse Maagdeneilanden · Amerikaans-Samoa · Andorra · Argentinië · Armenië · Australië · België · Bermuda · Bosnië en Herzegovina · Brazilië · Bulgarije · Canada · Chili · China · Chinees Taipei · Cyprus · Denemarken · Duitsland · Estland · Fiji · Finland · Frankrijk · Georgië · Griekenland · Groot-Brittannië · Hongarije · IJsland · Israël · Italië · Jamaica · Japan · Kazachstan · Kirgizië · Kroatië · Letland · Liechtenstein · Litouwen · Luxemburg · Mexico · Moldavië · Monaco · Mongolië · Nederland · Nieuw-Zeeland · Noorwegen · Oekraïne · Oezbekistan · Oostenrijk · Polen · Portugal · Puerto Rico · Roemenië · Rusland · San Marino · Senegal · Slovenië · Slowakije · Spanje · Trinidad en Tobago · Tsjechië · Turkije · Verenigde Staten · Wit-Rusland · Zuid-Afrika · Zuid-Korea · Zweden · Zwitserland